# Скрипун Альберта
Скрипун Альберта (Saperda alberti) — жук из подсемейства ламиин семейства усачей.

## Описание
Голова жуков покрыта густыми серыми или желтоватыми волосками и длинными стоячими буроватыми волосками. Переднеспинка покрыта густыми прилегающими серыми или серовато-жёлтыми волосками, с длинными буроватыми стоящими волосками и с 8 крупными чёрными пятнами, расположенными в 2 поперечных ряда. Надкрылья в сером, желтовато-зеленоватом или желтовато-сером волосяном покрове. Помимо этого на надкрыльях есть чёрные стоячие волоски (видные в профиль), на каждом из них вдоль диска по 5 чёрных пятен. По бокам проходит чёрная продольная полоска от плечевого бугорка до вершины надкрылий.

## Распространение
Ареал вида включает территорию следующих стран: Россия (вся Сибирь, Дальний Восток), северная Монголия, северо-восточный Китай, полуостров Корея, Япония.

## Биология
Жуки активны с начала июня до августа. Питаются листьями и корой молодых побегов. Самки откладывают яйца на толстой коре в предварительно сделанные насечки. Стадия яйца длится до месяца. Затем отрождаются личинки, прокладывающие ходы под корой, забивая их при этом буровой мукой. Личинки старшего возраста, обычно перед второй зимовкой, вбуравливаются в древесину и весной следующего года окукливаются. Стадия куколки составляет 3 недели. Взрослые жуки выгрызают в коре круглое лётное отверстие диаметром 6-8 мм и выходят наружу. Цикл развития чаще 2-летний, реже 1-летний. Кормовые растения личинок: тополь (включая осину), ива.